# Райт, Джеймс (изобретатель)
Джеймс Райт — шотландский учёный и инженер в General Electric, изобретатель, в 1943 году изобрел Silly Putty — пластичную игрушку на основе кремнийорганического полимера.
Полимер со своеобразными свойствами был получен им как побочный результат при экспериментах, проводимых для получения синтетических заменителей натурального каучука.
Во время Второй мировой войны Соединенные Штаты не могли получать натуральный каучук от азиатских поставщиков, которые добывали его с каучуковых деревьев. Корпорация General Electric пыталась найти способ для изготовления резины для шин грузовых автомобилей и солдатских сапог. Джеймс Райт работал с силиконовым маслом, липким кремниевым соединением, связанным с несколькими другими элементами. Подставляя кремний вместо углерода основным элементом в резине, инженер надеялся создать новое соединение со всеми свойствами гибкости и упругости каучука.
В 1943 году Райт сделал удивительное открытие. Он смешал борную кислоту с силиконовым маслом в пробирке. Вместо формирования жесткого резинового материала соединение оставалось немного липким на ощупь. Разочаровавшись в результатах, он бросил комок материала из пробирки на пол. К его удивлению, комок отскочил обратно на Райта. Новое соединение также могло очень сильно растягиваться. В длительном интервале времени вещество проявляет себя как жидкость: через некоторое время растекается, медленно протекает через отверстия большими каплями. В короткие промежутки времени вещество ведёт себя как упругое твёрдое тело (брошенный Райтом комок отскочил как мячик). Вещества, проявляющие такие свойства, называют неньютоновскими жидкостями. Тем не менее, это не было искомым заменителем резины, Райт и другие учёные продолжили поиски.
Через семь лет после этого события продавец игрушек по имени Питер Ходжсон упаковал изобретение Райта в небольшое пластиковое яйцо и представил свой новый продукт на фестивале игрушек в Нью-Йорке. Под торговой маркой Silly Putty («глупая замазка») материал оказался очень популярным. Миллионы яиц, содержащих изобретённое Райтом вещество, были проданы детям всех возрастов. В Европе игрушка получила название Handgum («ручная жвачка»). Изобретение этого вещества стало величайшим событием в карьере Джеймса Райта.